# Moret-Loing-et-Orvanne
Moret-Loing-et-Orvanne – gmina we Francji, w regionie Île-de-France, w departamencie Sekwana i Marna. W 2013 roku liczba ludności wynosiła 7563 mieszkańców. 
Gmina została utworzona 1 stycznia 2016 roku z połączenia trzech ówczesnych gmin: Épisy, Montarlot oraz Orvanne. Siedzibą gminy została miejscowość Moret-sur-Loing. Następnie 1 stycznia 2017 roku połączono dwie wcześniejsze gminy: Moret-Loing-et-Orvanne oraz Veneux-les-Sablons. Siedzibą nowej gminy została miejscowość Moret-Loing-et-Orvanne, a gmina przyjęła jej nazwę.